# Lee Stempniak
Lee Stempniak (* 2. února 1983 West Seneca) je bývalý americký profesionální hráč ledního hokeje, který naposledy hrál v AHL za Providence Bruins, farmářský tým Bostonu Bruins. Za svou kariéru vystřídal celkem 10 týmů NHL. Reprezentoval USA na Mistrovství světa v ledním hokeji 2007, 2008 a 2009.

## Klubové statistiky
| Sezona  | Klub                | Soutěž | Základní část | Základní část | Základní část | Základní část | Základní část | Play off | Play off | Play off | Play off | Play off |
| Sezona  | Klub                | Soutěž | Z             | G             | A             | B             | TM            | Z        | G        | A        | B        | TM       |
| ------- | ------------------- | ------ | ------------- | ------------- | ------------- | ------------- | ------------- | -------- | -------- | -------- | -------- | -------- |
| 2005/06 | St. Louis Blues     | NHL    | 57            | 14            | 13            | 27            | 22            | —        | —        | —        | —        | —        |
| 2005/06 | Peoria Rivermen     | AHL    | 26            | 8             | 7             | 15            | 32            | 3        | 0        | 3        | 3        | 2        |
| 2006/07 | St. Louis Blues     | NHL    | 82            | 27            | 25            | 52            | 33            | —        | —        | —        | —        | —        |
| 2007/08 | St. Louis Blues     | NHL    | 80            | 13            | 25            | 38            | 40            | —        | —        | —        | —        | —        |
| 2008/09 | St. Louis Blues     | NHL    | 14            | 3             | 10            | 13            | 2             | —        | —        | —        | —        | —        |
| 2008/09 | Toronto Maple Leafs | NHL    | 61            | 11            | 20            | 31            | 31            | —        | —        | —        | —        | —        |
| 2009/10 | Toronto Maple Leafs | NHL    | 62            | 14            | 16            | 30            | 18            | —        | —        | —        | —        | —        |
| 2009/10 | Phoenix Coyotes     | NHL    | 18            | 14            | 4             | 18            | 8             | 7        | 0        | 2        | 2        | 0        |
| 2010/11 | Phoenix Coyotes     | NHL    | 82            | 19            | 19            | 38            | 19            | 4        | 0        | 0        | 0        | 0        |
| 2011/12 | Calgary Flames      | NHL    | 61            | 14            | 14            | 28            | 16            | —        | —        | —        | —        | —        |
| 2012/13 | Calgary Flames      | NHL    | 47            | 9             | 23            | 32            | 12            | —        | —        | —        | —        | —        |
| 2013/14 | Calgary Flames      | NHL    | 52            | 8             | 15            | 23            | 28            | —        | —        | —        | —        | —        |
| 2013/14 | Pittsburgh Penguins | NHL    | 21            | 4             | 7             | 11            | 4             | 13       | 2        | 1        | 3        | 6        |
| 2014/15 | New York Rangers    | NHL    | 53            | 9             | 9             | 18            | 18            | —        | —        | —        | —        | —        |
| 2014/15 | Winnipeg Jets       | NHL    | 18            | 6             | 4             | 10            | 2             | 4        | 1        | 0        | 1        | 0        |
| 2015/16 | New Jersey Devils   | NHL    | 63            | 16            | 25            | 41            | 34            | —        | —        | —        | —        | —        |
| 2015/16 | Boston Bruins       | NHL    | 19            | 3             | 7             | 10            | 4             | —        | —        | —        | —        | —        |
| 2016/17 | Carolina Hurricanes | NHL    | 82            | 16            | 24            | 40            | 32            | —        | —        | —        | —        | —        |
| 2017/18 | Carolina Hurricanes | NHL    | 37            | 3             | 6             | 9             | 4             | —        | —        | —        | —        | —        |
| 2017/18 | Charlotte Checkers  | AHL    | 1             | 0             | 0             | 0             | 0             | —        | —        | —        | —        | —        |
| 2018/19 | Boston Bruins       | NHL    | 2             | 0             | 0             | 0             | 0             | —        | —        | —        | —        | —        |
| 2018/19 | Providence Bruins   | AHL    | 20            | 7             | 11            | 18            | 8             | 4        | 0        | 1        | 1        | 10       |
| Celkem  | Celkem              | NHL    | 911           | 203           | 266           | 469           | 327           | 28       | 3        | 3        | 6        | 6        |
| Celkem  | Celkem              | AHL    | 46            | 15            | 18            | 33            | 40            | 7        | 0        | 4        | 4        | 12       |